# 西蔵王公園
西蔵王公園（にしざおうこうえん）は山形県山形市にある公園。

## 概要
蔵王山系の豊かな環境の中に、人と自然の調和したリクリエーションの場を創造する目的で1972年度から整備を開始。1982年4月に第1期分のキャンプ場および自由広場等がオープンした。途中、べにばな国体の開催を挟んだこともあり、整備の進捗が遅滞したが、1999年5月4日に全面オープンした。総事業費44億58百万円。
園内には大小6つの沼のほか、展望広場、キャンプ場、自由広場、日本の花園、森の広場等があり自然志向のリクリエーション需要に応えた施設構成となっている。

## 施設
- キャンプ場 - 無料で利用出来るが、予約が必要。運営会社株式会社モンテディオ山形。西蔵王公園キャンプ場はオートキャンプ場ではなく、車両の乗り入れはできない。竈付き炊事場、水洗トイレがある。常設テント無、テント場数25張、管理人は常駐無、直火禁止、花火禁止。

## アクセス
- 車
  - JR山形駅から西蔵王高原ライン経由で約20分。
  - 山形自動車道山形蔵王ICから西蔵王高原ライン経由で約15分。
- バス
  - JR山形駅から山形交通路線バス西蔵王(山形市野草園)行きに乗車、終点下車(所要時間約30分)。

## 周辺
- 山形市野草園
- 悠創の丘
- 東北芸術工科大学